# Бейкер, Марк (лингвист)
Марк К. Бейкер (англ. Mark C. Baker) — американский лингвист, последователь идей Н. Хомского. Защитил докторскую диссертацию в Массачусетском технологическом институте в 1985 году, преподавал в Университете Рутгерс с 1998 года. Активно участвовал не только в изучении, но и в правительственной программе по возрождению мохавкского языка в качестве консультанта. Изучал ряд других индейских языков, а также японский язык и урду. Исследования посвящены порождающей грамматике, формальному анализу полисинтетических языков, языковым универсалиям.
В книге «Атомы языка» (2003, русский перевод 2008) Бейкер в систематизированном виде изложил критерии Хомского о синтаксических параметрах, описывающих любой язык, при этом попытался выстроить цепочку взаимосвязи между ними (то есть параметр {\displaystyle X} влечёт за собой наличие параметра {\displaystyle Y}, но не обязательно наоборот). Все указанные параметры образованы по двоичному принципу «{\displaystyle A} предшествует {\displaystyle B} или следует за {\displaystyle B}». В этой же книге Бейкер выступает в поддержку гипотезы С. Пинкера о генетической предопределённости языка.

## Сочинения
- Baker, M. Incorporation: A theory of grammatical function changing. — 1988.
- Baker, M. The Polysynthesis Parameter. — 1996.
- Baker, M. Lexical Categories: Verbs, Nouns and Adjectives. — 2002.
- Бейкер М. Атомы языка = The Atoms of Language (2003). — М.: Издательство ЛКИ, 2008. — 272 с.